# Akyaaba Addai-Sebo
Akyaaba Addai-Sebo (nacido en octubre de 1950) es un analista, periodista y activista panafricano de Ghana a quien se le atribuye el mérito de desarrollar en 1987 el reconocimiento de octubre como el Mes de la Historia Negra en Reino Unido. Con Ansel Wong, Addai-Sebo coeditó el libro de 1988 Our Story: A Handbook of African History and Contemporary Issues. El activismo de Addai-Sebo se extiende por el continente africano, el Reino Unido y los Estados Unidos, y sus influencias incluyen a CLR James, el canciller Williams, John Henrik Clarke y Jewell Mazique .

## Antecedente
Nacido y criado en Ghana, Addai-Sebo formó parte del Movimiento de Jóvenes Pioneros de Kwame Nkrumah. Su educación lo llevó en la década de 1970 a los Estados Unidos, donde estuvo activo cuando la «Semana de la Historia Negra» se convirtió en el «Mes de la Historia Negra», y fue testigo de cómo su observancia anual nacional renovó un sentido de orgullo en niños afroamericanos. Entre aquellos con los que trabajó en los Estados Unidos estaban CLR James, el canciller Williams, Yosef Ben-Jochannan, John Henrik Clarke, Kwame Ture y Jewell Mazique. Addai-Sebo estableció un programa de radio en Pacifica Radio llamado African Roots American Fruits y dirigió un programa de educación escolar en las bibliotecas de Washington D. C.
En enero de 1984 se trasladó a Inglaterra, buscando refugio de la persecución política durante el régimen del exlíder militar Jerry John Rawlings. Al establecerse en Londres con su esposa, Nana Akua Owusu, Addai-Sebo pronto interactuó con miembros de la comunidad de activistas negros como CLR James y Darcus Howe, un año después de su llegada asumiendo los roles de Coordinador de Proyectos Especiales en el Greater London Council (GLC) y presidente del African Refugees Housing Action Group, y más tarde director de operaciones del Carnaval de Notting Hill.

### Mes de la Historia Afroamericana en Reino Unido
Como Coordinador de Proyectos Especiales de la Unidad de Minorías Étnicas en el GLC, Addai-Sebo fue fundamental en la inauguración del Mes anual de la Historia Negra del Reino Unido, celebrado por primera vez en 1987. Él «concibió una celebración anual de las contribuciones de África, los africanos y los afrodescendientes a la civilización mundial desde la antigüedad hasta el presente y obtuvo mucho apoyo de los líderes del GLC y la ILEA y más especialmente de Ansel Wong, Director de la Unidad de Minorías Étnicas y el líder de GLC, Ken Livingstone». Al hablar de su inspiración en 2020, Addai-Sebo escribió:
«Había dado una conferencia sobre las tradiciones africanas en los Estados Unidos, y los niños y sus padres me dijeron que les había dado un nuevo sentido de sí mismos. A pesar de todas sus grandes instituciones de educación superior, el Reino Unido seguía siendo una piedra de toque para el colonialismo, el imperialismo y el racismo... Ideé un plan con la ayuda del equipo pionero de la Unidad de Minorías Étnicas (EMU) de GLC, hábilmente dirigido por Ansel Wong. Lanzamos las Conferencias y Conciertos Históricos de la GLC, que se llevaron a cabo de febrero a mayo de 1986 para afirmar la contribución de África a la civilización. Durante una semana, llenamos el Royal Albert Hall con escolares para escuchar música y charlas inspiradoras. Los oradores recorrieron las comunidades y generaron revuelo... Jesse Jackson, Angela Davis, Winnie Mandela, Marcus Garvey Jr., Sally Mugabe, Graca Machel, John Henrik Clarke, Yosef Ben-Jochannan, Burning Spear, Ray Charles, Max Roach, Hugh Masekela y muchos más llegaron a Londres entre 1985 y 1988 por invitación de la GLC para apoyar las campañas antirracistas y anti segregación racial».
Las conferencias se recopilarían en el libro Our Story: A Handbook of African History and Contemporary Issues (Unidad de Política Estratégica de Londres, 1988), que Addai-Sebo editó con Ansel Wong.
«Nuestro objetivo original era crear primero un espacio cultural habilitante en el calendario de celebración del Reino Unido y, después de la aceptación y el reconocimiento del público, extender la observancia de octubre como mes a una temporada de historia afroamericana. Hacer de Black History Season una celebración de la magnificencia de la diversidad cultural y el valor enriquecedor de la coexistencia pacífica. Para la mente africana, para lograr la armonía: las teclas blancas y negras del órgano están afinadas».
El 1 de octubre de 1987, el GLC recibió al Dr. Maulana Karenga de los Estados Unidos para marcar las contribuciones de los negros a lo largo de la historia, y Addai-Sebo luego elaboró un plan para reconocer las contribuciones de los pueblos africanos, asiáticos y caribeños a la economía, la cultura y la política en la vida de Reino Unido, con otros distritos comenzando a instituir formalmente octubre como el Mes de la Historia Afroamericana en el Reino Unido.
Addai-Sebo ha señalado: «Aunque yo inicié la idea, hacer el Mes de la Historia Negra fue un esfuerzo colectivo, y no podría haberse logrado sin la Unidad de Política Estratégica de Londres, una organización establecida después de que el gobierno de Thatcher aboliera la GLC en 1986. Hubo muchas personas involucradas, y es difícil mencionar a todos, pero puedo mencionar a Ansel Wong, Linda Bellos, Ken Livingstone, Paul Boateng, Margaret Hodge, Anne Matthews, Narendra Makenji, Peter Brayshaw, Drew Stevenson, Bernard Wiltshire, Herman Ouseley, Ken Martindale, Vitus Evans, Chris Boothman, Lord Gifford, Bernie Grant, Shirley Andrews y Edward Oteng entre otros muchos. Nos las arreglamos para hacer de esto un asunto de fiesta».
En 2018, el periódico African Voice nombró a Addai-Sebo en una lista de «61 ghaneses influyentes en la diáspora».
Addai-Sebo vive en Ghana. También es periodista, ha escrito para medios como Pambazuka News y Graphic Online.